# Copa Charles Drago
La Copa Charles Drago, també anomenada Challenge de la Ligue, fou una competició organitzada per la Lliga Nacional del Futbol Professional de França. Aquesta competició permetia als clubs professionals eliminats abans de quarts de final de la Copa de França de futbol, disputar aquesta competició. En certa manera és un precedent de la Copa de la Lliga francesa de futbol.

## Finals
| Data | Vencedor                          | Finalista                               | Marcador                               |
| ---- | --------------------------------- | --------------------------------------- | -------------------------------------- |
| 1953 | Football Club Sochaux-Montbéliard | Toulouse Football Club                  | 3-3 (victòria pe llançament de moneda) |
| 1954 | Stade de Reims Champagne          | LOSC Lille Métropole                    | 6-3                                    |
| 1955 | AS Saint-Étienne                  | CS Sedan                                | 6-3                                    |
| 1956 | Nîmes Olympique                   | LOSC Lille Métropole                    | 3-1                                    |
| 1957 | Olympique de Marseille            | Racing Club de Lens                     | 1-0                                    |
| 1958 | AS Saint-Étienne                  | OGC Nice                                | 2-1                                    |
| 1959 | Racing Club de Lens               | US Valenciennes-Anzin                   | 3-2                                    |
| 1960 | Racing Club de Lens               | Sporting Toulon Var                     | 3-2                                    |
| 1961 | AS Monaco                         | RC Strasbourg                           | 2-1                                    |
| 1962 | Besançon Racing Club              | Le Havre AC                             | 1-0                                    |
| 1963 | Football Club Sochaux-Montbéliard | CS Sedan                                | 5-2                                    |
| 1964 | Football Club Sochaux-Montbéliard | US Forbach                              | 4-0                                    |
| 1965 | Racing Club de Lens               | Football Club des Girondins de Bordeaux | 4-0                                    |

## Palmarès
- Football Club Sochaux-Montbéliard 3 títols
- Racing Club de Lens 3 títols
- AS Saint-Étienne 2 títols
- AS Monaco 1 títol
- Olympique de Marseille 1 títol
- Stade de Reims Champagne 1 títol
- Nîmes Olympique 1 títol
- Besançon Racing Club 1 títol